# Solomon Șapiro
Solomon (Semion) Șapiro (în rusă Соломон Борисович Шапиро; n. 20 martie 1909, Varșovia, Imperiul Rus – d. 3 februarie 1967, Chișinău, RSS Moldovenească, URSS) a fost un compozitor, dirijor și pianist român și sovietic moldovean, originar din Polonia. 

## Biografie
În 1928 a absolvit Colegiul de Muzică din Chișinău. A studiat apoi la Conservatorul din Viena. O vreme a cântat în orchestra lui Petre Leșcenco din București, oraș în care a locuit până în 1940. După ocupația sovietică a Basarabiei și Bucovinei de Nord, s-a întors la Chișinău. A slujit în Armata Sovietică în al Doilea Război Mondial. În anii 1945-1950 a fost dirijor al Casei Ofițerilor din Chișinău. 
După război, a compus muzică inspirată din folclorul moldovenesc. A scris romanțe pe versurile poeților Liviu Deleanu, Petru Zadnipru, Anatol Gugel sau Iurie Barjanschi. Câteva dintre operele sale sunt Rapsodia moldovenească, baletul Haiducii, sau S-a născut o stradă nouă (versuri de Efim Krimerman). Ultima a fost dirijată de orchestra Bucuria condusă de Șico Aranov. 
În 1934 a devenit membru al Uniunii Compozitor din România, iar, în 1940, membru al Uniunii Compozitorilor din URSS. 
A decedat în 1967, fiind înmormântat în Cimitirul Evreiesc din Chișinău. 